# Kinderdreirad

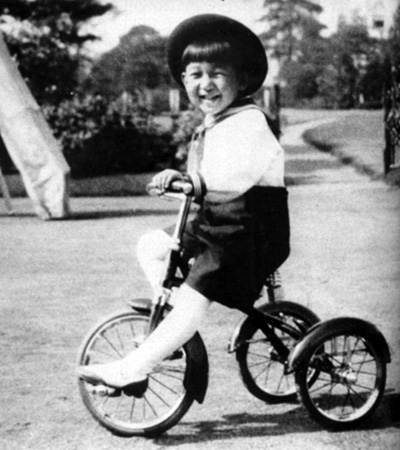
Der Kronprinz und spätere japanische Kaiser Akihito auf einem Kinderdreirad, 1938

Ein Kinderdreirad ist ein Spielzeug für Kleinkinder in Form eines Dreirades. Etwas anders als Kinderautomobile dient es weniger der Nachahmung entsprechender Fahrzeuge für Jugendliche und Erwachsene, also Verkehrsmitteln, als vielmehr dem Entwicklungsstadium entsprechend einer Förderung der körperlichen Mobilität.
Es wird meist das einzelne Vorderrad sowohl gelenkt als auch mit Pedalen direkt, also ohne Kette angetrieben. Zudem haben viele Kinderdreiräder hinten eine Haltestange für eine Begleitperson. Bei einigen Modellen können die Kinder außerdem angeschnallt werden.

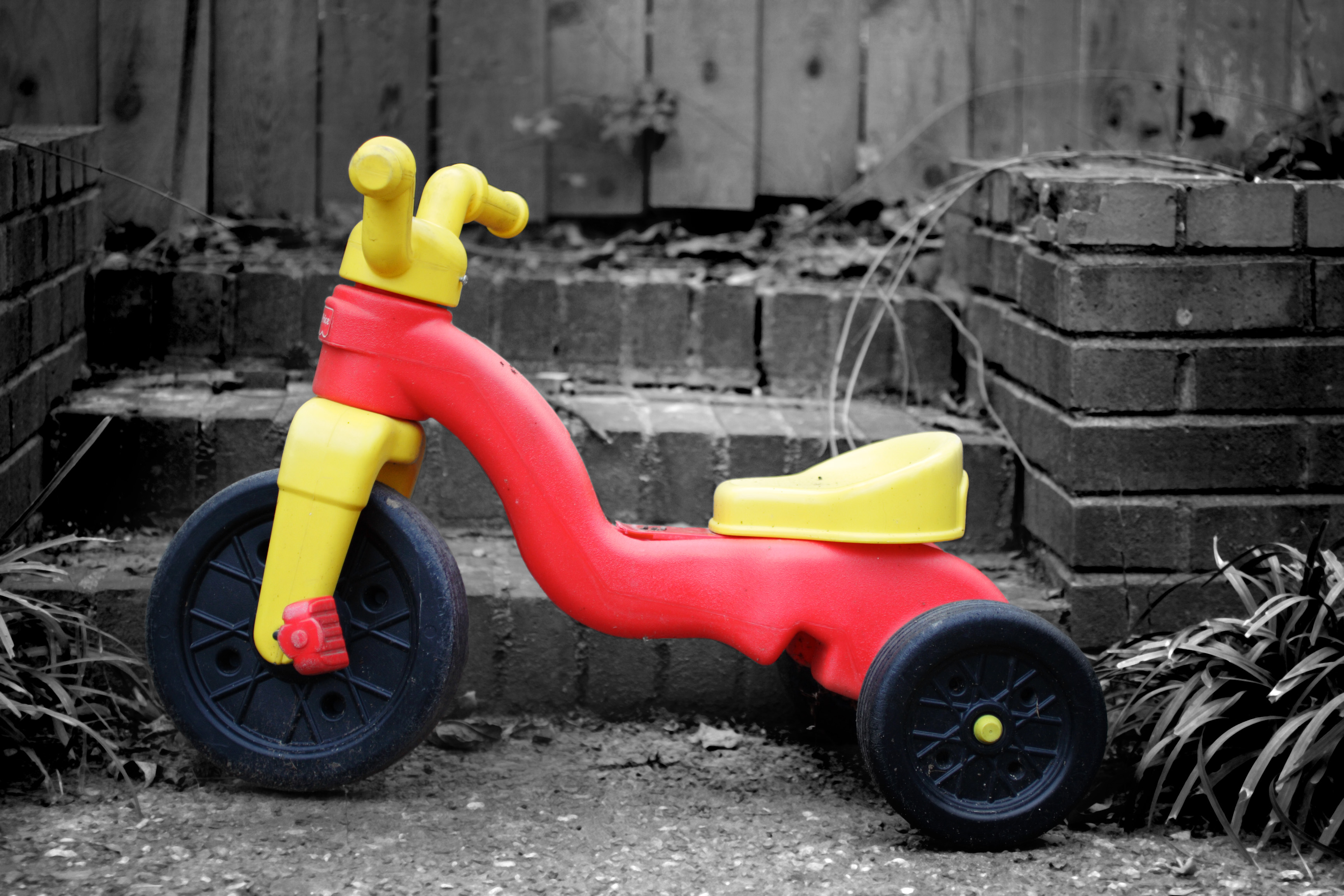
Kunststoffdreirad
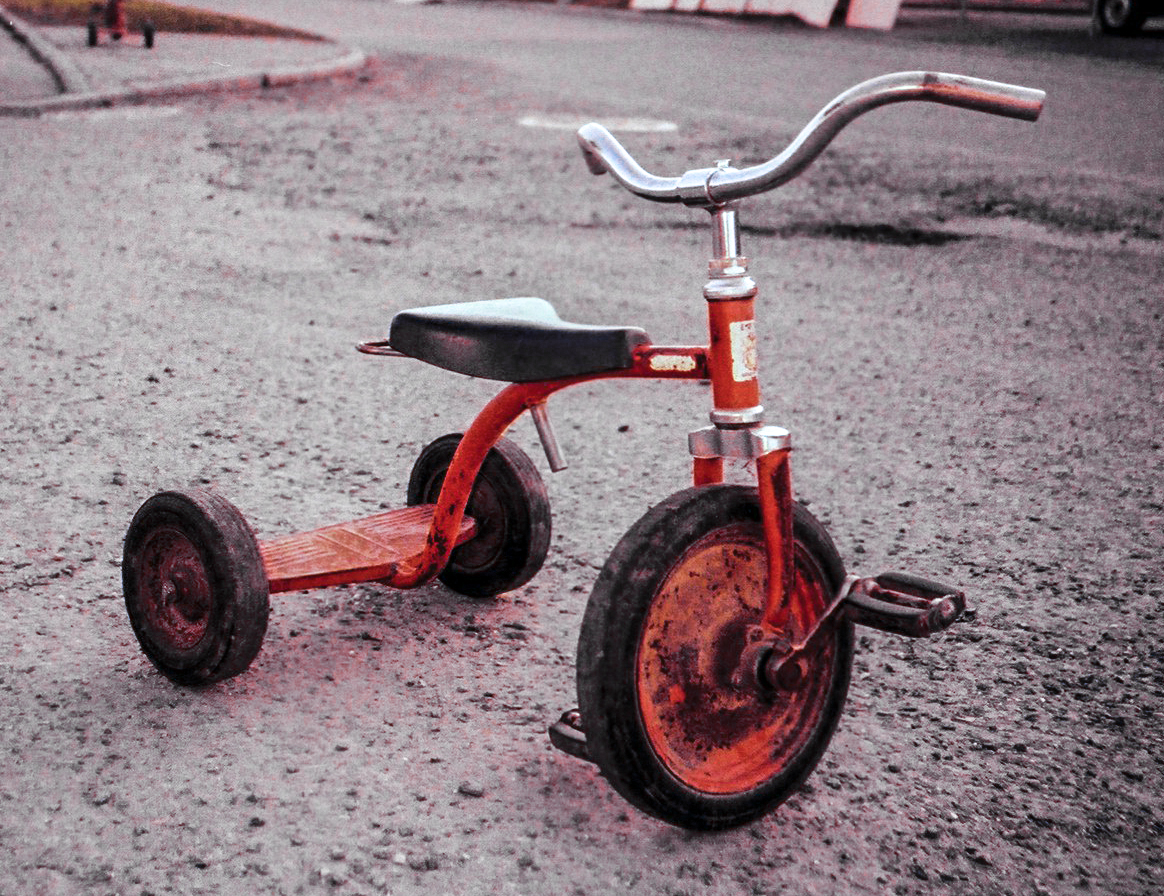
Älteres Kinderdreirad